# Olivera (Brecha 2)
Olivera ist eine Ortschaft im Departamento Santa Cruz im Tiefland des südamerikanischen Andenstaates Bolivien.

## Lage im Nahraum
Olivera ist der zweitgrößte Ort im Kanton Peji im Municipio La Guardia in der Provinz Andrés Ibáñez. Die Gemeinde liegt auf einer Höhe von 388 m in der weiten Schwemmlandebene, die vom Río Piraí (30 km) im Westen und dem Río Grande (30 km) im Osten geschaffen worden ist. In westlicher Richtung in einer Entfernung von etwa sechs Kilometern befindet sich das Dünengelände Lomas de Arena, ein durch die IUCN als Landschaftsschutzgebiet ausgewiesenes Wanderdünen- und Seengebiet.

## Geographie
Olivera liegt östlich der Cordillera Oriental am Rande des bolivianischen Tieflandes. Die Region weist ein semihumides schwülfeuchtes Tropenklima auf mit geringen Tages- und Nachtschwankungen der Temperaturen.
Die Jahresdurchschnittstemperatur beträgt 24 °C (siehe Klimadiagramm Santa Cruz), die monatlichen Durchschnittswerte schwanken zwischen 20 °C im Juni und Juli und 26 °C von Oktober bis Dezember. Der jährliche Niederschlag in der Region liegt bei etwa 1000 mm, einer kurzen Trockenzeit von Juli bis August mit Monatsniederschlägen von nur 30 bis 40 mm steht eine ausgedehnte Feuchtezeit gegenüber, in der von Dezember bis Februar die Monatswerte zwischen 135 und 160 mm liegen.

## Verkehrsnetz
Olivera liegt in einer Entfernung von 26 Straßenkilometern südöstlich von Santa Cruz, der Hauptstadt des gleichnamigen Departamentos.
Von Zentrum der Hauptstadt fährt man acht Kilometer in südlicher Richtung über die Avenida Velarde und die Avenida Santos Dumont und biegt dann in südöstlicher Richtung auf die Avenida Nuevo Palmar ab, die vorbei an der Nordostecke des Landschaftsschutzgebietes Lomas de Arena die Ortschaft Olivera nach 26 Kilometern erreicht und weiter nach San Lorenzo Brecha 7 führt.

## Bevölkerung
Die Einwohnerzahl des Ortes war im vergangenen Jahrzehnt rapide angestiegen:
| Jahr | Einwohner         | Quelle       |
| ---- | ----------------- | ------------ |
| 1992 | keine Detaildaten | Volkszählung |
| 2001 | 19                | Volkszählung |
| 2012 | 357               | Volkszählung |
| 2024 |                   | Volkszählung |

Aufgrund der staatlicg geförderten Zuwanderung von Agrarbevölkerung aus dem Altiplano im 20. Jahrhundert weist die Region einen gewissen Anteil an indigener Bevölkerung auf: Im Municipio La Guardia sprechen 17,1 Prozent der Einwohner die Quechua-Sprache.